# Diószegi Fanni
Diószegi Fanni (Budapest, 1996. november 26.– ) válogatott magyar labdarúgó, csatár.

## Pályafutása

### Klubcsapatban
2005-ben a Pilisvörösvári LSE csapatában kezdte a labdarúgást. 2007-től a Ferencváros játékosa lett. A felnőtt csapatban 2012-ben mutatkozott be. Tagja volt a 2012–13-as NB II-es bajnokcsapatnak. A 2014–2015-ös bajnokságot az MTK színeiben kezdte.
A német másodosztályú 1. FC Saarbrücken 2016 nyarán szerződtette.
Saarbrückeni szezonját követőén tért vissza a zöld-fehérek csapatához.
2018. április 28-án az MTK elleni bajnoki rájátszás mérkőzésen keresztszalag szakadást szenvedett. A kéthónapos rehabilitációt követően vehetett részt újra az edzéseken és 2019. március 17-én újra pályára léphetett bajnoki mérkőzésen. 2020 nyarán a Ferencváros nem hosszabbította meg a lejáró szerződését, Diószegi pedig visszatért az MTK-hoz.

### A válogatottban
2016 óta három alkalommal szerepelt a válogatottban.

## Sikerei, díjai
Magyar bajnok (1):
- Ferencváros (1): 2018–19

 Magyar kupagyőztes (3):
- Ferencváros (2): 2017–18, 2018–19

 NB II (1):
- Ferencváros (1): 2012–13

## Statisztika

### Mérkőzései a válogatottban
| Magyarország | Magyarország      | Magyarország | Magyarország | Magyarország | Magyarország     | Magyarország | Magyarország | Magyarország |
| #            | Dátum             | Helyszín     | Hazai        | Eredmény     | Vendég           | Kiírás       | Gólok        | Esemény      |
| ------------ | ----------------- | ------------ | ------------ | ------------ | ---------------- | ------------ | ------------ | ------------ |
| 1.           | 2016. április 26. | Gyirmót      | Magyarország | 6 – 0        | Albánia          | barátságos   | -            | 46'          |
| 2.           | 2016. július 28.  | Balatonfüred | Magyarország | 1 – 4        | Fehéroroszország | Balaton-kupa | -            | 46'          |
| 3.           | 2016. július 30.  | Balatonfüred | Magyarország | 0 – 0        | Szerbia          | Balaton-kupa | -            | 75'          |
|              | Összesen          |              |              | 3            | mérkőzés         |              | 0            | gól          |